# Дългоопашат козодой
Дългоопашатият козодой (Caprimulgus climacurus) е вид птица от семейство Caprimulgidae.

## Разпространение и местообитание
Разпространен е в Ангола, Бенин, Буркина Фасо, Габон, Гамбия, Гана, Гвинея, Гвинея-Бисау, Еритрея, Етиопия, Камерун, Демократична република Конго, Република Конго, Кот д'Ивоар, Либерия, Мавритания, Мали, Нигер, Нигерия, Сенегал, Сиера Леоне, Судан, Танзания, Того, Уганда, Централноафриканската република, Чад и Южен Судан.